# Buzznet
Buzznet es una red social para compartir videos, fotos y publicaciones propiedad de Buzz Media. Como otros sitios de redes sociales, Buzznet es una plataforma para que los miembros compartan contenido en función de sus intereses personales. A diferencia de los sitios de redes sociales clásicos que se centran principalmente en mensajes y páginas de perfil, los miembros de Buzznet participan en comunidades que se forman a través de ideas, acontecimientos e intereses, donde predominan la música, celebridades y los medios de comunicación.

## Historia
Buzznet.com fue fundada por Marc Brown, Steve Haldane, Kevin Woolery y Anthony Batt. El sitio fue lanzado oficialmente en 2005, cuando la compañía recibió fondos privados de Anthem Venture Partners. Antes de finales del 2005, los periódicos y los periodistas utilizaban la galería de fotos Buzznet. Los periódicos que se unieron a Buzznet por su capacidad de compartir fotos incluyen el Houston Chronicle por la cobertura del huracán Rita el Miami Herald por su coberturadel huracán Wilma y el Biloxi, Mississippi Sun-Herald por la cobertura del huracán Katrina.
De acuerdo con un informe de marzo de Hitwise , en febrero del 2007 el sitio Buzznet obtuvo más del doble de visitas. 
En abril de 2007 Buzznet fue sede oficial de la comunidad en línea de la Música del Valle de Coachella y el Festival de las Artes. In May 2007 Buzznet received a $6 million round of funding from Redpoint Ventures and previous investors, Anthem Venture Partners. En mayo de 2007 Buzznet recibido una ronda de 6 millones de dólares de fondos de Redpoint Ventures y de los inversionistas anteriores, los socios Anthem Venture.
En julio de 2007 Tyler Goldman fue nombrado consejero delegado.
En marzo de 2008 Buzznet recibió fondos adicionales por alrededor de 25 millones de dólares.
En abril de 2008 Buzznet anunció la adquisición de la música popular blog Stereogum.
En mayo de 2008, Buzznet anunció una alianza con TheGauntlet.com por su contenido de música Heavy Metal. A diferencia de sus otras contrataciones con sitios de música, esta es su primera asociación con contenido sólo de Buzznet.

## Características

### contenido de la página principal
Los página de inicio del sitio Buzznet cuenta con enlaces para los espectadores de música de la cultura pop, la comunidad, fotos y páginas de vídeo en Buzznet. En la página de inicio, se muestran noticias recientes acerca de las celebridades, músicos y otros elementos de la cultura pop y las mismas son actualizadas con frecuencia. La página principal también contiene una herramienta de búsqueda capaz de encontrar una consulta en todos los medios de comunicación Buzznet.
En la página de inicio aparecen banderas de enlace para los grupos de concurso y encuestas Buzznet. Cada concurso Buzznet suele ser respaldado por una banda, celebridades, o etiqueta de registro. Los concursos anteriores incluyen "Vístete por Avril" Model Search Merch, aprobado por el icono pop-rock, Avril Lavigne, y "Siente el Elite Beat" Concurso de Video Danza patrocinado por Nintendo. La página también tiene enlaces a la música, novedades del festival, y las estrellas de Internet.

### Páginas de Usuario
Las páginas de usuario son controladas por miembros individuales y se pueden personalizar los colores y el texto. Al iniciar sesión, se les pide a los miembros registrados subir videos, fotos o publicaciones de mensajes, los cuales pueden ser etiquetados para apropiarse de las páginas de enlaces de etiqueta.

### Páginas de enlaces de temas
En la página de inicio en el enlace del tema aparecen todas las fotos, videos, revistas, y vínculos que han sido marcados con un tema en particular. Los temas son comúnmente de bandas, una celebridad o un género de contenido. El enlace de la páginas del tema también tiene un foro generado por el usuario que aloja discusiones abiertas sobre temas relacionados con las etiquetas.

### Páginas de Grupo
Las páginas del grupo tienen características similares a la página de enlace temáticas, pero en general son más de contenido específico y exclusivo. Las páginas del grupo se utilizan generalmente para los concursos, eventos, y aficionados.

### Buzz
Los miembros se reconocen por su popularidad en la comunidad Buzznet de acuerdo con la cantidad de rumores ("buzz") que reciben. Cada foto, video, y revista puede recibir un buzz de los otros miembros. Los miembros con más Buzz y los mayores contribuyentes de contenido son reconocidos en todo el sitio.

### Artistas (bandas)
Bandas como The All-American Rejects, (banda) The Maine, All Time Low, My Chemical Romance, 30 Seconds to Mars, HIM AFI, Cartel, New Found Glory, , Boys Like Girls, Blaqk Audio, Anberlin, El Sunpilots, Fall OutBoy, y Lostprophets mantienen páginas de usuario y blogs semiactivos en Buzznet.

### Buzznet móvil
Los usuarios pueden acceder a Buzznet desde un dispositivo móvil de cuatro maneras diferentes. Pueden subir contenido directamente del correo electrónico, con ShoZu , o acceder a su cuenta con celulares y iPhone versiones del sitio. Con la versión móvil, los usuarios pueden actualizar su cuenta, subir fotos, y registrar diarios.

## Asociaciones
Buzznet.com se ha asociado con la Gira del Honda Civic amigos o enemigos. Como Buzznet, amigos o enemigos es un sitio que facilita el diálogo entre las bandas y sus fanes. Las bandas de amigos o enemigos incluyen Fall Out Boy, Cobra Starship, y Gym Class Heroes.
Buzznet.com también se ha asociado con Tila Tequila para crear un sitio independiente llamado tilashotspot.com.
El 5 de mayo de 2008, Buzznet compró Absolutepunk.net. En julio de 2008 Buzznet se asociado con el sitio de rock heavy metal TheGauntlet.com.